# Pontalinda
Pontalinda este un oraș în São Paulo (SP), Brazilia.